# ディオニシオス・カスダリス

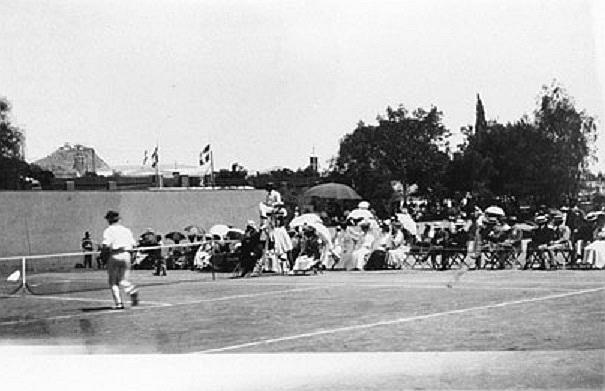
男子シングルス決勝戦

ディオニシオス・カスダリス（Dionysios Kasdaglis, 1872年10月10日 - 1931年）は、ギリシャ系エジプト人の男子テニス選手。イングランドのグレーター・マンチェスター州サルフォードに生まれる。1896年アテネオリンピックに参加した。
エジプトから参加した唯一の選手であったカスダリスは、男子シングルス・男子ダブルス両部門において決勝に進出した。シングルスは1回戦でフランスのデフェールを、2回戦でギリシャのコンスタンティノス・アクラトポウロスを、準決勝でハンガリーのモムシロ・タパヴィツァをそれぞれ破り、イギリスのジョン・ピウス・ボーランドとの決勝戦に臨んだ。決勝でボーランドに敗れて銀メダルを獲得したカスダリスは、IOCのデータベースにおいて「ギリシャ」の項目に掲載されている。
また、ダブルスにおいてもギリシャのディミトリオス・ペトロコキノスと混合チームを組み、1回戦でギリシャ人ペアのコンスタンティノス・パスパティス、エバンゲロス・ラリスペアを、準決勝でイギリスのジョージ・ロバートソン・オーストラリアのエドウィン・フラックを破ってこちらも決勝に進み、シングルスで当たったボーランドとドイツのフリードリヒ・トラウンペアと対戦して敗北したため、カスダリスはダブルスでも銀メダルを獲得することとなった。